# Daaden

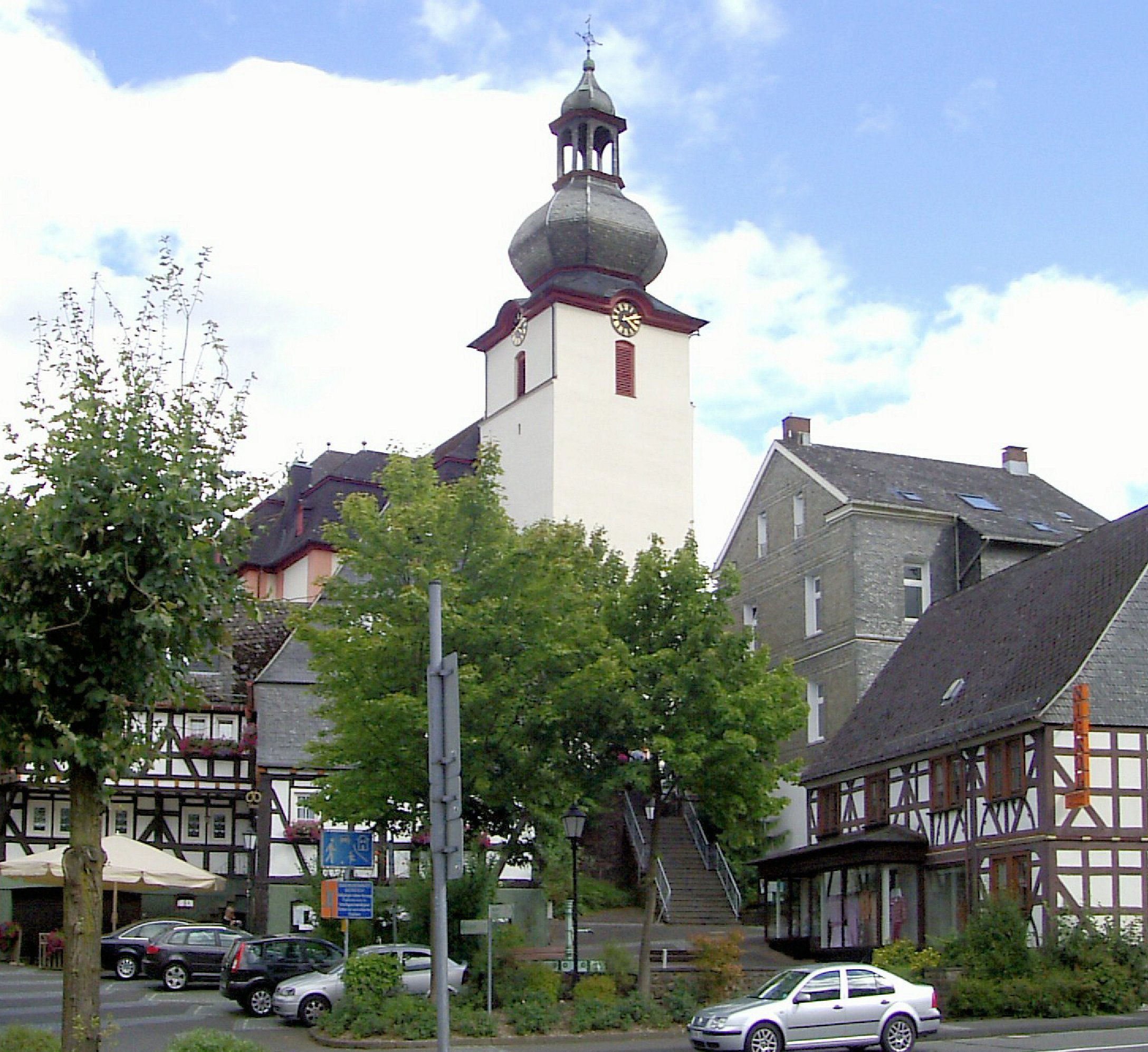
Ortskern mit evangelischer Pfarrkirche

Daaden ist eine Stadt im Landkreis Altenkirchen (Westerwald) in Rheinland-Pfalz. Daaden ist der Verwaltungssitz der Verbandsgemeinde Daaden-Herdorf, der sie auch angehört. Die Stadt ist gemäß Landesplanung als Grundzentrum eingestuft.

## Geographie
Daaden liegt im nördlichen Rheinland-Pfalz auf der Grenze zwischen Westerwald und Siegerland und grenzt im Nordosten unmittelbar an Nordrhein-Westfalen.
Durch die Orte Daaden und Biersdorf fließt die Daade. Der Bach entspringt am Stegskopf und mündet bei Alsdorf in die Heller. Mitten in Daaden mündet der Friedewalder Bach in die Daade.
Nordöstlich von Daaden entspringt der Sottersbach, der, nur durch den Mühlberg getrennt, unweit vom Ort liegt. Weitere Berge um Daaden sind der Hahnenkopf und Auf der Burg. Daaden liegt auf einer Höhe von 427 m ü. NHN.
In der Nähe lag der Truppenübungsplatz Daaden (Lager Stegskopf) der Bundeswehr. Das Gebiet des Truppenübungsplatzes ist zum Teil Naturschutzgebiet, da sich dort ein Niedermoor mit Ansätzen zum Hochmoor („Derscher Geschwämm“) mit seltenen Pflanzen befindet.

## Geschichte
Im Jahr 1219 wurde Daaden erstmals urkundlich unter „Gerardus sacerdos de Dadene“ genannt. Ein Priester namens Gerhard aus Daaden hatte in einem Kloster bei Seck gemeinsam mit einem Pfarrer aus Burbach eine Urkunde mitbesiegelt. Seit dem frühen Mittelalter war Daaden Sitz des Kirchspiels und der Verwaltung im ehemaligen Amt Friedewald der Grafschaft Sayn.
Im 18. Jahrhundert begann im Daadetal der Bergbau. 1712 wurde die Grube Füsseberg im heutigen Ortsteil Daaden-Biersdorf erstmals erwähnt. Bis zu ihrer Stilllegung im Jahr 1965, als einer der letzten beiden Gruben im Siegerländer Erzrevier, prägten die Gruben das wirtschaftliche Bild Daadens und besonders Biersdorfs. Mit über 1.000 m Teufe und mehreren Millionen geförderten Tonnen Eisenerz war die Grube auch eine der größeren in der gesamten Region. Weitere Gruben waren Glaskopf, Krain, Morgenstunde, Reuschenberg oder Freiheitskrone, die außer Glaskopf aber alle wenig wirtschaftliche Bedeutung hatten. Um 1800 war in Daaden eine Eisen- und Kupferhütte in Betrieb, die aber bereits in den 1870er Jahren stillgelegt wurde.
Der industrielle Aufschwung und mit ihm der Wohlstand im Daadetal entstand nach dem Bahnbau der Strecke Betzdorf-Daaden in den Jahren 1884/1885.
1815 wurde unter preußischer Verwaltung die Bürgermeisterei Daaden neu gebildet, die der heutigen Verbandsgemeinde Daaden gleicht. Verwaltungssitz war Daaden. 1879 wurde das Amtsgericht Daaden gebildet. Es ging 1967 im Amtsgericht Betzdorf auf. Die heutige Ortsgemeinde entstand am 7. Juni 1969 durch Neubildung aus den bis dahin selbständigen Gemeinden Biersdorf (1.616 Einwohner) und Daaden (3.150 Einwohner).
Seit dem 11. Juni 2017, dem Tag der Überreichung der Verleihungsurkunde des Landes, führt Daaden offiziell die Bezeichnung „Stadt“.

### Einwohnerstatistik
Die Entwicklung der Einwohnerzahl von Daaden bezogen auf das heutige Gemeindegebiet; die Werte von 1871 bis 1987 beruhen auf Volkszählungen:
| Daaden: Einwohnerzahlen von 1815 bis 2024 | Daaden: Einwohnerzahlen von 1815 bis 2024 | Daaden: Einwohnerzahlen von 1815 bis 2024 | Daaden: Einwohnerzahlen von 1815 bis 2024 | Daaden: Einwohnerzahlen von 1815 bis 2024 |
| ----------------------------------------- | ----------------------------------------- | ----------------------------------------- | ----------------------------------------- | ----------------------------------------- |
| Jahr                                      |                                           |                                           |                                           | Einwohner                                 |
| 1815                                      | 1815                                      |                                           | 1.221                                     | 1.221                                     |
| 1835                                      | 1835                                      |                                           | 1.565                                     | 1.565                                     |
| 1871                                      | 1871                                      |                                           | 2.078                                     | 2.078                                     |
| 1905                                      | 1905                                      |                                           | 3.202                                     | 3.202                                     |
| 1939                                      | 1939                                      |                                           | 3.447                                     | 3.447                                     |
| 1950                                      | 1950                                      |                                           | 3.941                                     | 3.941                                     |
| 1961                                      | 1961                                      |                                           | 4.734                                     | 4.734                                     |
| 1970                                      | 1970                                      |                                           | 4.759                                     | 4.759                                     |
| 1987                                      | 1987                                      |                                           | 4.537                                     | 4.537                                     |
| 1997                                      | 1997                                      |                                           | 4.671                                     | 4.671                                     |
| 2005                                      | 2005                                      |                                           | 4.480                                     | 4.480                                     |
| 2011                                      | 2011                                      |                                           | 4.311                                     | 4.311                                     |
| 2017                                      | 2017                                      |                                           | 4.225                                     | 4.225                                     |
| 2024                                      | 2024                                      |                                           | 4.280                                     | 4.280                                     |
|                                           |                                           |                                           |                                           |                                           |

### Konfessionsstatistik
Mit Stand 30. Juni 2005 waren von den Einwohnern 12,5 % katholisch, 69,4 % evangelisch und 18,1 % waren konfessionslos oder gehörten einer anderen Glaubensgemeinschaft an. Der Anteil der Protestanten und Katholiken an der Gesamtbevölkerung ist seitdem gesunken. Derzeit (Stand März 2025) liegt der Anteil der katholischen Bürger bei 11,7 %, der evangelischen bei 46,6 % und der Sonstigen bei 41,5 %.

## Politik
Aufgrund eines Beschlusses des Gemeinderats wurde im Juli 2016 ein Antrag auf Verleihung der Stadtrechte an die Landesregierung gestellt. Die Zustimmung wurde am 7. März 2017 durch den Innenminister Roger Lewentz erteilt. Die Verleihung der Stadtrechte erfolgte im Rahmen eines Stadtfests am 11. Juni 2017.

### Stadtrat
Der Gemeinderat in Daaden besteht aus 20 Ratsmitgliedern, die bei der Kommunalwahl am 9. Juni 2024 in einer personalisierten Verhältniswahl gewählt wurden, und dem ehrenamtlichen Ortsbürgermeister als Vorsitzendem.
Die Sitzverteilung im Stadtrat:
| Wahl | SPD | CDU | FDP | FWG | Gesamt   |
| ---- | --- | --- | --- | --- | -------- |
| 2024 | 7   | 4   | 5   | 4   | 20 Sitze |
| 2019 | 8   | 4   | 3   | 5   | 20 Sitze |
| 2014 | 8   | 5   | 2   | 5   | 20 Sitze |
| 2009 | 7   | 4   | 4   | 5   | 20 Sitze |
| 2004 | 6   | 5   | 4   | 5   | 20 Sitze |

### Bürgermeister
Ehrenamtlicher Stadtbürgermeister ist Walter Strunk (SPD). Er wurde bei der Kommunalwahl 2014 mit 54,1 Prozent der Stimmen direkt gewählt. Bei der Direktwahl am 26. Mai 2019 wurde er mit einem Stimmenanteil von 72,35 % in seinem Amt bestätigt. Auch bei den Direktwahl am 9. Juni 2024 konnte er sein Amt bei einer Wahlbeteiligung von 65,6 % mit 50,8 % der Stimmen gegen Alexander Wollenweber (FDP) knapp halten.

### Städtepartnerschaft
Daaden pflegt seit 1987 eine Partnerschaft mit Fontenay-le-Fleury im französischen Département Yvelines.

## Kultur und Sehenswürdigkeiten

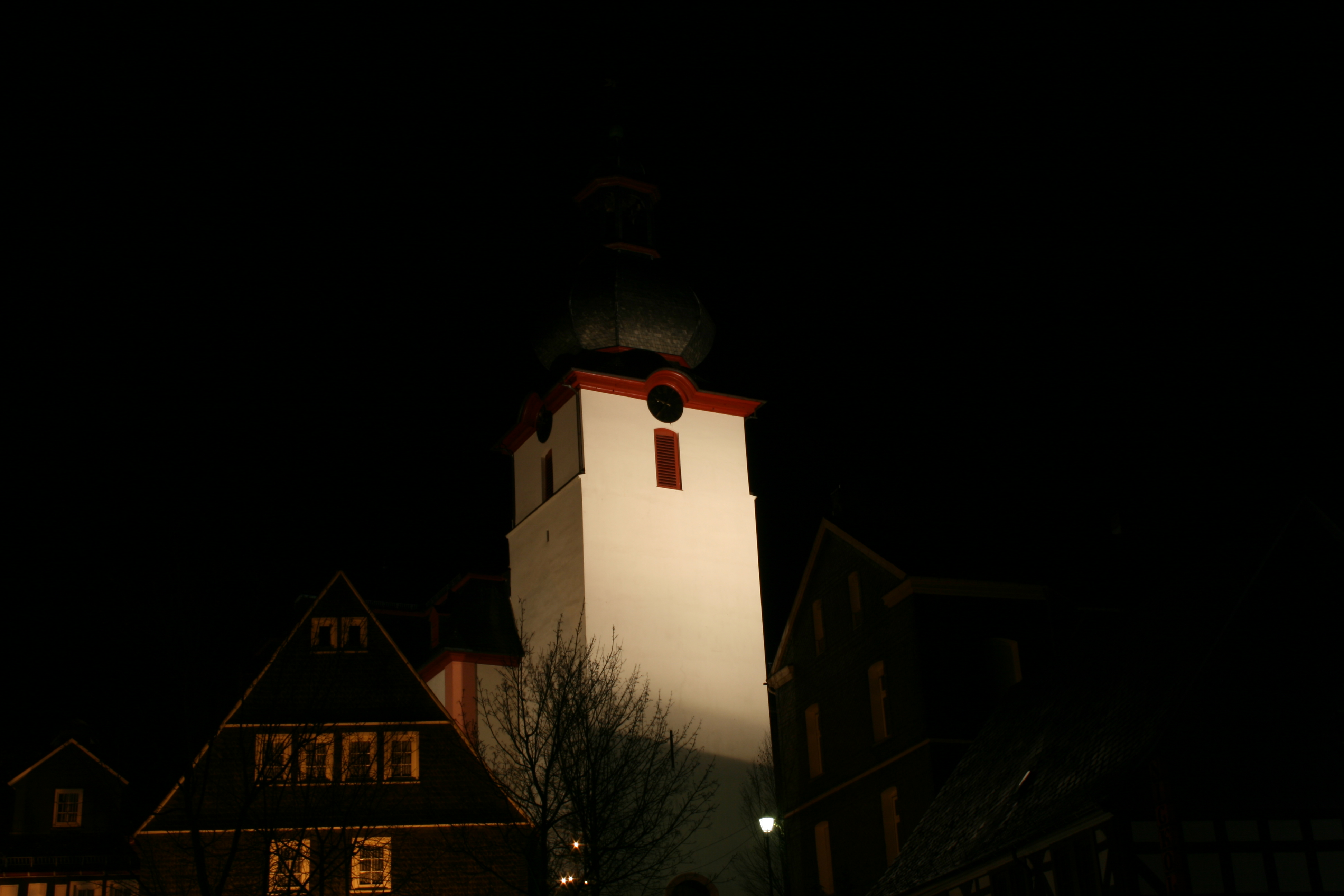
Barockkirche Daaden, nachts beleuchtet in der Adventszeit

Die evangelische Pfarrkirche gilt nach Hermann-Josef Roth als „eine der schönsten Barockkirchen des Westerwaldes“. Der quadratische Westturm erinnert noch an den romanischen Vorgängerbau von 1136, der dem Neubau von 1722 bis 1724 weichen musste. Als Besonderheit ist ein Engel auf der Kirchturmspitze als Wetterfahne montiert.
Im Hauptort wie im Ortsteil Biersdorf sind einige alte Fachwerkhäuser aus dem 18. und 19. Jahrhundert zu sehen. Das Steinhaus Alte Post war ursprünglich Sitz des gräflichen Oberamtmannes von Schütz, 1671 als schlossähnliches Herrschaftshaus durch N. W. Simolt errichtet. 80 Jahre beherbergte das Gebäude die Poststelle, 1979/1980 wurde es restauriert und mit einem Anbau versehen, in dem sich das Bürgerhaus befindet. In der Alten Post befindet sich das Heimatmuseum des Daadener Landes.
Ein weiteres sehenswertes Baudenkmal ist die Steinches Mühle zwischen Daaden und Emmerzhausen, etwa 100 Meter von der Abzweigung Richtung Mauden und Derschen entfernt.
Siehe auch:
- Liste der Kulturdenkmäler in Daaden
- Liste der Naturdenkmale in Daaden

## Wirtschaft und Infrastruktur

### Verkehr

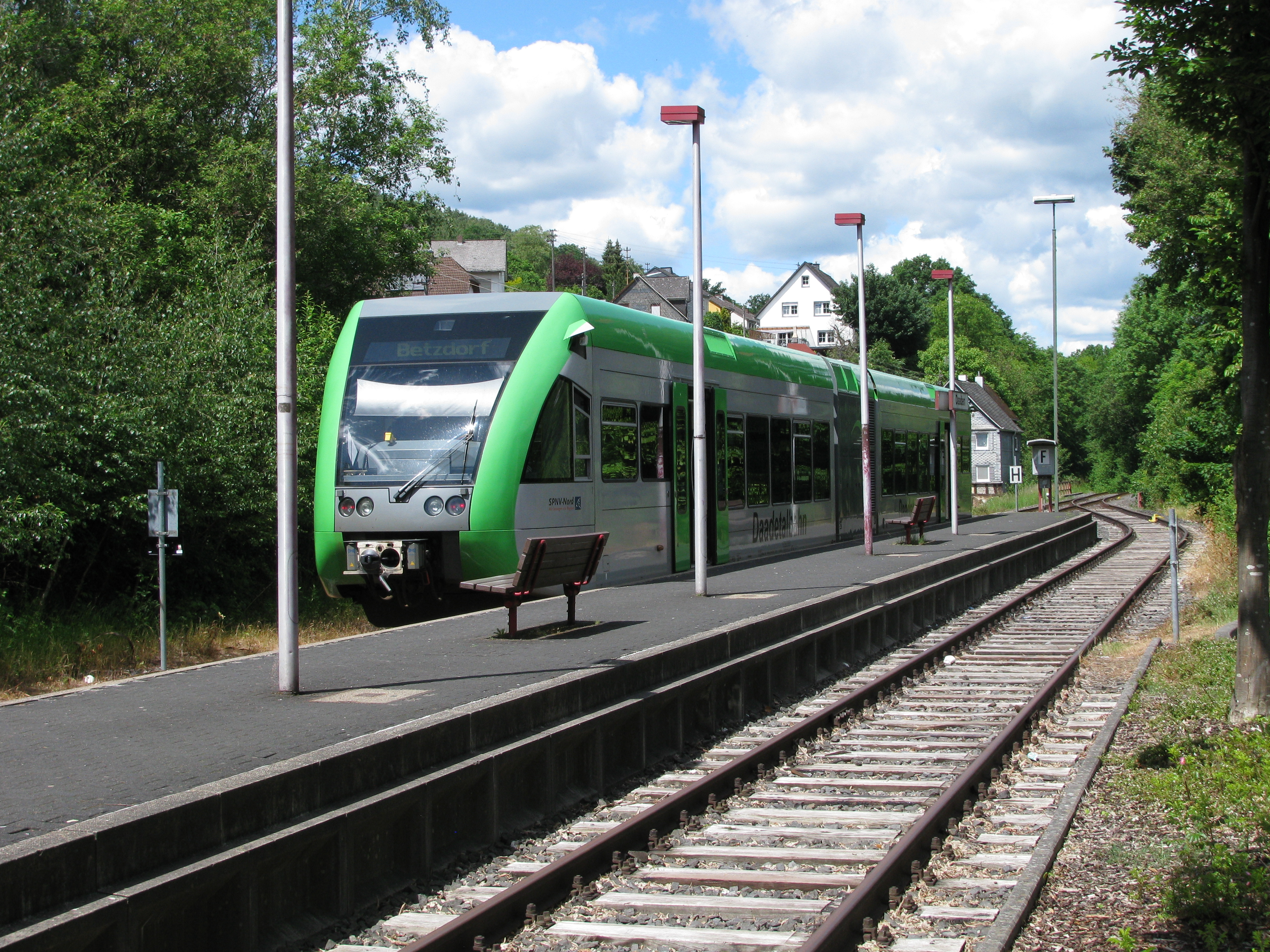
Triebwagen des Types Stadler GTW im Endbahnhof Daaden

Daaden ist Endpunkt der von Betzdorf ausgehenden Daadetalbahn, auf welcher die Züge der Linie RB 97 der Westerwaldbahn des Kreises Altenkirchen nach dem Rheinland-Pfalz-Takt täglich überwiegend im Stundentakt verkehren.
| Linie | Verlauf | Takt   |
| ----- | --- | ------ |
| RB97  | Daadetal-Bahn: Betzdorf (Sieg) – Alsdorf (Westerw) – Schutzbach – Niederdreisbach – Biersdorf (Westerw) Ort – Daaden Stand: Fahrplanwechsel Dezember 2022 | 60 min |

Weiterhin führen einige Fahrten der BRS-Linie R23 Neunkirchen–Herdorf (–Daaden) in die Gemeinde, um gute Anschlüsse über Neunkirchen nach Siegen (R22) sowie nach Burbach (R44) zu gewährleisten.
Der Regionalbusverkehr wird durch Westerwaldbus und weitere Unternehmen betrieben, Direktverbindungen bestehen unter anderem nach Hachenburg und Unnau-Korb.
Daaden liegt an den Landesstraßen 280 und 285. Deren Ausbau im Ort führte dazu, dass die beiden sich innerorts zur Daade vereinigenden Bachläufe des Emmerzhäuser Baches und des Friedewälder Baches nun teilweise unterirdisch verlaufen und an manchen Stellen nicht mehr sichtbar sind.

### Öffentliche Einrichtungen
Behörden
Als Sitz der Verbandsgemeinde beherbergt Daaden deren Verwaltung.
Bildungseinrichtungen
Daaden verfügt über zwei Grundschulen (Daadetalschule und Grundschule Biersdorf) sowie über eine Realschule plus (Hermann Gmeiner Schule).
Freizeit- und Sportanlagen
Die Verbandsgemeinde Daaden unterhält in Daaden ein Hallenbad. Außerdem gibt es ein Freibad in Trägerschaft der Ortsgemeinde. Darüber hinaus findet man in Daaden eine Skateranlage, einen Tennisplatz, eine Schießsportanlage, einen Kunstrasenplatz, eine Minigolfanlage, einen Beachvolleyballplatz, einen Bolzplatz sowie zwei Turnhallen (in einer befindet sich eine Kletterwand).

## Persönlichkeiten
- Hans-Artur Bauckhage (1943–2018), Politiker (FDP), ehemaliger stellvertretender Ministerpräsident und Minister für Wirtschaft, Verkehr, Landwirtschaft und Weinbau von Rheinland-Pfalz, ehemaliger Landtagsabgeordneter, erster und bislang einziger Ehrenbürger Daadens
- Friedrich Bellingrodt (1830–1904), geboren in Daaden, wirkte als Apotheker und ehrenamtlicher Kommunalpolitiker in Oberhausen, forschte im Ruhestand über die Geschichte des Apothekenwesens in Köln, Ehrenmitglied im Deutschen Apotheker-Verein
- Erich Heckelmann (1935–2022), Lehrer und Politiker
- Jephza (* 1990), Musiker
- Arthur Knautz (1911–1943), Mitglied des deutschen Handballolympiateams, das 1936 in Berlin die Goldmedaille gewann
- Thomas Kraft (* 1988 in Kirchen), Fußballspieler, in Daaden aufgewachsen
- Hans-Dieter Moritz (* 1940), ehemaliger Landtagsabgeordneter in Nordrhein-Westfalen
- Gerhard Roth (* 1933), ehemaliger Landtagsabgeordneter
- Marco Runkel (* 1971), Wirtschaftswissenschaftler und Hochschullehrer
- Horst Scheel (* 1950), Schauspieler
- Walter Scheel (1919–2016), Bundespräsident, Politiker (FDP), verbrachte Jahre seiner Kindheit in Daaden
- Karl Schneider-Pungs (1914–2001), Konteradmiral, Kommandeur der Marineschule Mürwik
- Claus Scholl (1945–2015), Rechtswissenschaftler, in Daaden aufgewachsen
- Margit Stein (* 1966), Sportschützin, Teilnehmerin der Olympischen Spiele 1988 (Seoul) und 1992 (Barcelona)